# Mulțimi separate
În topologie și ramurile înrudite ale matematicii mulțimile separate sunt perechi de submulțimi ale unui spațiu topologic dat care sunt legate între ele într-un anumit mod: informal spus, nici suprapus, nici în atingere. Noțiunea despre când două mulțimi sunt separate sau nu este importantă atât pentru noțiunea de spații conexe (și componentele lor conexe), cât și pentru axiomele de separare⁠(d) pentru spațiile topologice.
Mulțimile separate nu trebuie confundate cu spațiile separate, cu care sunt oarecum înrudite, dar diferite. Noțiunea de spații separabile⁠(d) este și ea un concept topologic complet diferit.

## Definiții
Există diferite moduri în care două submulțimi ale unui spațiu topologic X pot fi considerate separate.
- A și B sunt disjuncte dacă intersecția lor este mulțimea vidă. Această proprietate nu are nimic de-a face cu topologia ca atare, ci doar cu teoria naivă a mulțimilor⁠(d). Este inclusă aici deoarece este cea mai slabă din succesiunea diferitelor noțiuni.

- A și B sunt separate în X dacă fiecare este disjunctă de închiderea celeilalte. Închiderile în sine nu trebuie să fie disjuncte mutual; de exemplu, intervalele [0, 1) și (1, 2] sunt separate pe dreapta reală R, chiar dacă punctul 1 aparține ambelor închideri ale acestora. Un exemplu mai general este că în orice spațiu metric, două bile deschise Br(x1) = {y : d(x1, y) < r}  și Bs(x2) = {y : d(x2, y) < s}  sunt separate ori de câte ori d(x1, x2) ≥ r + s. De reținut că oricare două mulțimi separate, automat trebuie să fie disjuncte.
- A și B sunt separate prin vecinătăți dacă există vecinătățile U a A și  V a B astfel încât U și V sunt disjuncte. (Uneori va apărea cerința ca U și V să fie vecinătăți deschise, dar acest lucru nu face în fond nicio diferență.) Pentru exemplul A = [0, 1) și B = (1, 2], se poate lua U = (−1, 1) și V = (1, 3). De reținut că dacă oricare două mulțimi sunt separate prin vecinătăți, atunci cu siguranță sunt separate. Dacă A și B sunt deschise și disjuncte, atunci trebuie să fie separate prin vecinătăți; se iau doar U = A și V = B. Din acest motiv, separarea este adesea folosită cu mulțimi închise (ca în axioma de separare normală⁠(d)).

- A și B sunt separate prin vecinătăți închise dacă există o închidere vecină U a A și una V a B astfel încât U și V sunt disjuncte. Exemplele de mai sus, [0, 1) și (1, 2], nu sunt separate prin vecinătăți închise. Se pot închide fie U fie V prin includerea punctului 1 într-una dintre ele, dar nu se pot închide amândouă păstrându-le disjuncte. De reținut că dacă oricare două mulțimi sunt separate prin vecinătăți închise, atunci cu siguranță sunt separate prin vecinătăți.

- A și B sunt separate printr-o funcție dacă există o funcție continuă f de la spațiul X la dreapta reală R astfel încât f(A) = {0} și f(B) = {1}. (Uneori se va întâlni intervalul unitate [0,1] folosit în locul lui R în această definiție, dar acest lucru nu face nicio diferență.) În exemplul nostru, [0, 1) și (1, 2] nu sunt separate de o funcție, deoarece nu există nicio modalitate de a defini continuu f în punctul 1. De reținut că dacă oricare două mulțimi sunt separate printr-o funcție, atunci ele sunt separate și prin vecinătăți închise; vecinătățile pot fi date în termeni de preimagine a lui f ca U := f−1[−e, e] și V := f−1[1 − e, 1 + e], atâta timp cât e este un număr real pozitiv mai mic decât 1/2.

- A și B sunt separate precis printr-o funcție dacă există o funcție continuă f din X  la R astfel încât f−1(0) = A și f−1(1) = B. (Din nou, s-ar putea să întâlnească intervalul unitate în locul lui R și, din nou, nu face nicio diferență.) De reținut că dacă oricare două mulțimi sunt separate precis printr-o funcție, atunci cu siguranță ele sunt separate printr-o funcție. Deoarece {0} și {1} sunt închise în R, numai mulțimile închise pot fi separate precis de o funcție, dar doar pentru că două mulțimi sunt închise și separate de o funcție nu înseamnă că automat sunt separate precis printr-o funcție (chiar și o funcție diferită).

## Relație cu axiomele de separare și spațiile separate
Axiomele de separare sunt diverse condiții care sunt uneori impuse spațiilor topologice, dintre care multe pot fi descrise în termeni de diferite tipuri de mulțimi separate. Ca exemplu se va defini axioma T2, care este condiția impusă spațiilor separate. Mai exact, un spațiu topologic este separat dacă, având în vedere două puncte distincte x și y, mulțimile singleton {x} și {y} sunt separate prin vecinătăți.
Spațiile separate sunt de obicei numite spații Hausdorff sau spații T2.

## Relația cu spațiile conexe
Fiind dat un spațiu topologic X, uneori este util să se analizeze dacă este posibil ca o submulțime A să fie separată de  complementul său. Acest lucru este cu siguranță adevărat dacă A este fie mulțimea vidă, fie întregul spațiu X, dar pot exista și alte posibilități. Un spațiu topologic X este conex dacă acestea sunt singurele două posibilități. În schimb, dacă o submulțime nevidă A este separată de propriul complement și dacă singura submulțime din A care are această proprietate este mulțimea vidă, atunci A este o componentă conexă deschisă a lui X. (În cazul degenerat în care X este el însuși mulțimea vidă {\displaystyle \emptyset }, pozițiile diferiților autori diferă dacă {\displaystyle \emptyset } este conex și dacă {\displaystyle \emptyset } este o componentă deschisă a ei însăși.)

## Relația cu puncte distincte topologic
Fiind dat un spațiu topologic X, două puncte x și y sunt distincte topologic dacă există o mulțime deschisă căreia îi aparține unul dintre puncte, iar celălalt punct nu-i aparțile. Dacă x și y se pot distinge din punct de vedere topologic, atunci mulțimea singletoanelor {x} și {y} trebuie să fie disjuncte. Pe de altă parte, dacă singletoanele {x} și {y} sunt separate, atunci punctele x și y trebuie să fie distincte topologic. Astfel, pentru singletoane, distingerea topologică este o condiție între disjuncție și separare.